# شوینتنو (استان لهستان بزرگ‌تر)
شوینتنو (به لهستانی:  Świętno) یک روستا در لهستان است که در گمینا وولشتن واقع شده‌است. شوینتنو ۱٬۱۰۰ نفر جمعیت دارد.